# Saleh al-Saleh
Saleh al-Saleh (arabisch صالح مبارك مطلق الصالح, DMG Ṣāliḥ Mubārak Muṭlaq aṣ-Ṣaliḥ; * 3. Januar 1966) ist ein ehemaliger saudi-arabischer Fußballspieler.

## Karriere

### Klub
Über seine Karriere auf Klub-Ebene ist nichts bekannt.

### Nationalmannschaft
Seinen ersten bekannten Einsatz für die saudi-arabische Nationalmannschaft hatte er am 1. Dezember 1988 in der ersten Gruppenpartie bei der Asienmeisterschaft 1988. In der Startelf stehend, erzielte er das 1:0, das einzige bekannte Tor seiner Nationalmannschaftskarriere. Er war in jeder weiteren Partie des Turniers im Einsatz und gewann mit seinem Team den Titel. Es folgten Spiele bei der Qualifikation für die Weltmeisterschaft 1990. Im nächsten Jahr spielte er zwei Spiele bei den Asienspielen 1990.
1994 hatte er in zwei Freundschaftsspielen Einsatzminuten und spielte beim Golfpokal 1994. Nach weiteren Freundschaftsspielen war er beim König-Fahd-Pokal 1995 aktiv und beendete daraufhin seine Karriere in der Nationalmannschaft.